# Giheung-gu
Giheung-gu est un arrondissement (gu) de la ville Yongin-si de la province Gyeonggi-do en Corée du Sud.